# Aglaia polyneura
Aglaia polyneura là một loài thực vật]] thuộc họ Meliaceae. Loài này có ở Indonesia và Papua New Guinea.